# Nhandu carapoensis
Nhandu carapoensis är en spindelart som beskrevs av Lucas 1983. Nhandu carapoensis ingår i släktet Nhandu och familjen fågelspindlar. Inga underarter finns listade i Catalogue of Life.